# コンゴウアナゴ

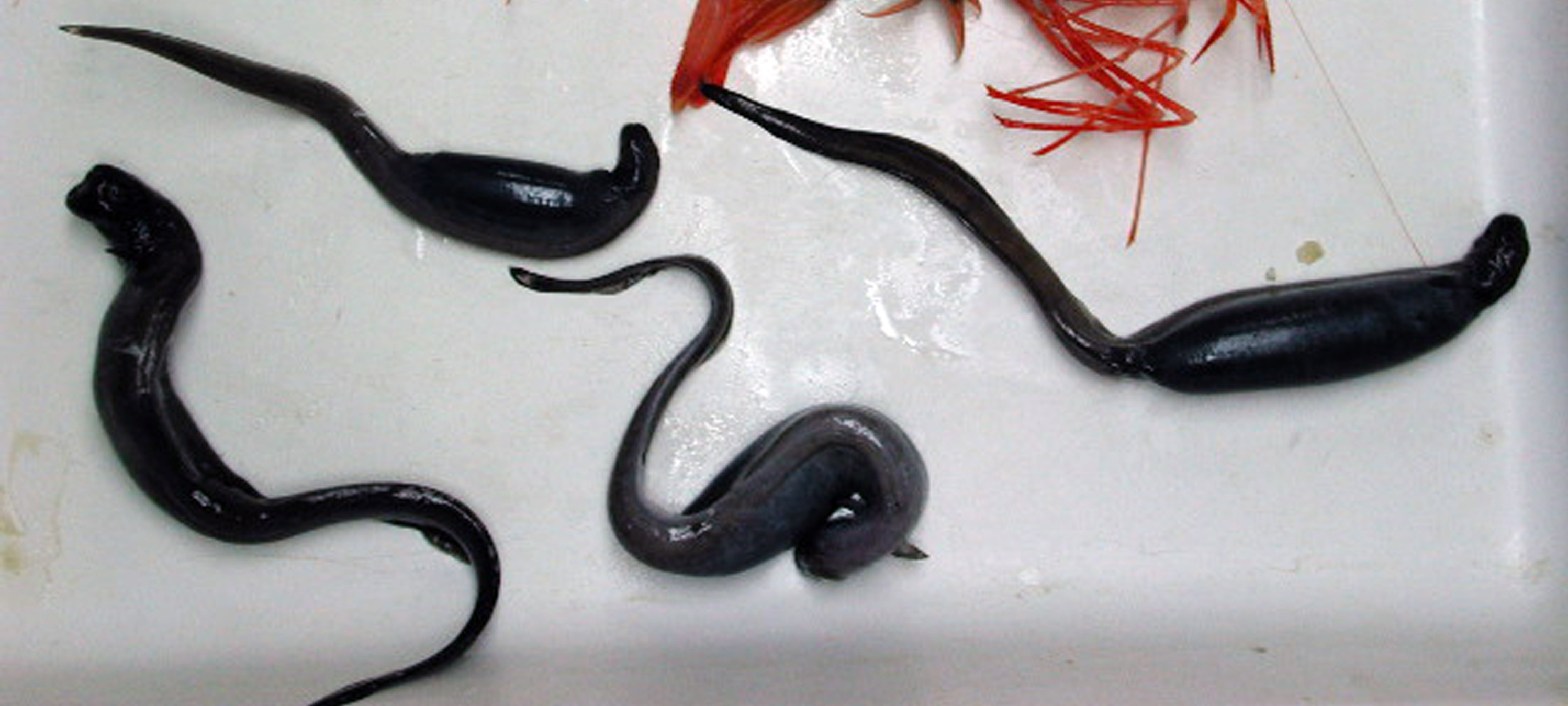
ハワイの深海650m - 950mで捕獲されたコンゴウアナゴ。

コンゴウアナゴ（学名：Simenchelys parasitica）はウナギ目ホラアナゴ科に属する魚類の一種。水深200m以深の海底で底生生活を送る、腐肉食性の深海魚である。
コンゴウアナゴが所属するホラアナゴ科は3つの亜科に細分され、そのうちコンゴウアナゴ亜科は本種のみが含まれる単型となっている。

## 分布
コンゴウアナゴは水深365-2,620mに分布する深海魚で、主な生息範囲は500-1,800mの間と考えられている。これまでに日本近海を含む西部太平洋、南アフリカ沖および大西洋から報告されている。

## 生態
コンゴウアナゴは腐肉食性の魚類として知られ、死骸や弱った生物を主な餌としている。海底に沈降した大型生物の遺骸に群がり、ときに内部にまで潜り込む習性をもつ。漁獲されたオヒョウ（カレイ目）などの体内に見出されたことから、当初は寄生性の魚類と考えられ、parasitica の種小名が与えられた。しばしば S. parasiticus とも表記されるが、これは原記載論文での誤記に基づくシノニムで、現在有効とされる学名は S. parasitica である。
本種は深海の掃除屋として、食物連鎖の中で重要な役割を担うが、同じ腐肉食者であるヌタウナギ類ほど数は多くないとみられている。一方で、本種の食性には明らかでない部分も多く、無脊椎動物を捕食することもあるなど、腐肉のみに依存してはいない可能性も指摘されている。

## 形態
コンゴウアナゴはウナギのように円筒状に細長く、体表は粘液質でぬるぬるしている。最大で全長60cm程度にまで成長し、体色は灰色から褐色調。ホラアナゴ科の他の2亜科と異なり、吻（口先）が尖らず、頭部は丸みを帯びることが最大の特徴である。口は小さく、口元の後端は眼の位置よりも前にある。歯は臼歯状で、鱗は小さく皮膚に埋もれる。背鰭と臀鰭は尾鰭と連続し、臀鰭は体の後半部分から起始する。